# Самбуко
Самбуко (итал. Sambuco) — коммуна в Италии, располагается в регионе Пьемонт, в провинции Кунео.
Население составляет 84 человека (2008 г.), плотность населения составляет 2 чел./км². Занимает площадь 47 км². Почтовый индекс — 12010. Телефонный код — 0171.
Покровителем коммуны почитается святой Иулиан Бриудский, празднование 28 августа.

## Демография
Динамика населения:

## Администрация коммуны
- Официальный сайт: https://web.archive.org/web/20130907054102/http://www.comunesambuco.it/